# Malik Newman
Malik Tidderious Newman (Shreveport, Luisiana, 21 de febrero de 1997) es un baloncestista estadounidense que pertenece a la plantilla del Merkezefendi Belediyesi Denizli de la Basketbol Süper Ligi turca. Con 1,91 metros de estatura, juega en la posición de escolta.

## Trayectoria deportiva

### Universidad
Tras jugar en su etapa de instituto los prestigiosos McDonald's All-American Game, Jordan Brand Classic y Nike Hoop Summit, jugó una temporada con los Bulldogs de la Universidad Estatal de Misisipi, en la que promedió 11,3 puntos, 2,8 rebotes y 2,2 asistencias por partido.
El 1 de julio de 2016 decidió ser transferido a los Jayhawks de la Universidad de Kansas, por lo que, debido a la normativa de la NCAA, tuvo que pasar un año sin jugar. Disputó una temporada, en la que promedió 14,2 puntos, 5,0 rebotes y 2,1 asistencias por partido, siendo elegido mejor debutante de la Big 12 Conference.

#### Estadísticas
| Año     | Equipo            | PJ | PT | MPP  | %TC  | %3P  | %TL  | RPP | APP | ROB | TPP | PPP  |
| ------- | ----------------- | -- | -- | ---- | ---- | ---- | ---- | --- | --- | --- | --- | ---- |
| 2015–16 | Mississippi State | 29 | 22 | 27.2 | .391 | .379 | .687 | 2.8 | 2.2 | .4  | .1  | 11.3 |
| 2017–18 | Kansas            | 39 | 33 | 31.6 | .463 | .415 | .835 | 5.0 | 2.1 | 1.1 | .2  | 14.2 |
| Total   | Total             | 68 | 55 | 30.0 | .433 | .399 | .780 | 4.1 | 2.1 | .8  | .1  | 13.0 |

### Profesional
Tras no ser elegido en el Draft de la NBA de 2018, firmó un contrato dual con Los Angeles Lakers, con los que disputó las Ligas de Verano de la NBA, en las que jugó cinco partidos en los que promedió 3,2 puntos. A su finalización fue despedido.
El 6 de agosto firmó contrato con Miami Heat. Tras ser despedido el 7 de octubre, tres días después firmó contrato con los Sioux Falls Skyforce de la G League.
El 16 de enero de 2021, firma por el Ironi Nahariya de la Ligat Winner.
El 23 de octubre de 2021 fichó por los Cleveland Charge de la G League.
El 5 de noviembre de 2022 firmó contrato con el BC Avtodor Saratov de la VTB United League. Acabó la temporada regular como máximo anotador de la competición, promediando 18,7 puntos por partido.
El 9 de diciembre de 2024 fichó por el Napoli Basket de la Lega Basket Serie A.
El 16 de enero de 2025 fichó por el Merkezefendi Belediyesi Denizli de la Basketbol Süper Ligi turca.

### Selección nacional
En 2013 participó con Estados Unidos en el Campeonato FIBA Américas Sub-16 celebrado en Maldonado (Uruguay), proclamándose campeón y siendo nombrado MVP.
Al año siguiente, fue integrante de la selección júnior de Estados Unidos que se llevó el oro en el Mundial Sub-17 de 2014, celebrado en Dubái, donde fue nombrado MVP del torneo.

## Estadísticas de su carrera en la NBA

### Temporada regular
| Año     | Equipo    | PJ | PT | MPP | %TC  | %3P  | %TL   | RPP | APP | ROB | TPP | PPP |
| ------- | --------- | -- | -- | --- | ---- | ---- | ----- | --- | --- | --- | --- | --- |
| 2019-20 | Cleveland | 1  | 0  | 4.0 | .000 | .000 | 1.000 | .0  | .0  | .0  | .0  | 2.0 |
| 2021-22 | Cleveland | 1  | 0  | 8.0 | .600 | .000 | 1.000 | 1.0 | 1.0 | .0  | .0  | 8.0 |
| Total   | Total     | 2  | 0  | 6.0 | .429 | .000 | 1.000 | .5  | .5  | .0  | .0  | 5.0 |